# Manfred Wittrock
Manfred Wittrock (* 20. August 1950 in Essen) ist ein deutscher Psychologe.
Manfred Wittrock promovierte im Fach Pädagogische Psychologie an der Universität Essen. Seine Habilitation zum Dr. phil. habil. erfolgte über das Fach Sonderpädagogik und sonderpädagogische Psychologie. Er war Universitätsprofessor für Allgemeine Sonder- und Heilpädagogik und Verhaltensgestörtenpädagogik an der Philosophischen Fakultät der Universität Rostock von 1994 bis 2002; von 1998 bis 2002 war er Prodekan der Philosophischen Fakultät.
Von 2002 bis zum Eintritt in den Ruhestand 2018 war Manfred Wittrock Universitätsprofessor für Pädagogik bei Verhaltensstörungen an der Fakultät Erziehungs- und Bildungswissenschaften, der Carl von Ossietzky Universität Oldenburg. Seine Forschungsschwerpunkte sind Reaktionsmuster Jugendlicher gegenüber sozialen Grenzsetzungen, Schulabsentismus und Behavioral Literacy.